# Уестмийт
Уестмийт (на английски: County Westmeath, Каунти Уестмийт; на ирландски: Contae na hIarmhí) е едно от 26-те графства на Ирландия. Намира се в провинция Ленстър. Граничи с графствата Каван, Лонгфорд, Роскомън, Офали и Мийт. Има площ 1764 km². Население 79 403 жители към 2006 г. Главен град на графството е Мълингар. Градовете в графството са Атлоун, Делвин, Касълполард, Касълтаун-Гейган, Килбеган, Моут, Мълингар (най-голям по население), Мълтифарнам и Хорслийп.